# كيهوكو
كيهوكو  هي بلدية في اليابان، وبلدة في اليابان، تقع في إهيمه، ومقاطعة كيتوا، بلغ عدد سكانها 10,154  نسمة وذلك حسب إحصائيات سنة 2018، تبلغ مساحتها 241.88 كيلومتر مربع.